# Benjamin Clément
Benjamin Clément (né le 10 décembre 1966 à Paris 14e) est un footballeur professionnel français, qui a notamment joué à l'AS Monaco au début des années 1990.

## Biographie

### Carrière de footballeur
Natif de Paris, Benjamin Clément commence le football au Paris université club. Il stoppe sa jeune carrière de footballeur à douze ans avant de reprendre à 19 ans en PH à l'ASM 13, un petit club du XIIIe arrondissement de Paris.

Il rejoint le Red Star à vingt ans en rêvant de devenir footballeur professionnel. Il évolue en PH et DH avant de faire ses débuts en D3 au poste de milieu défensif, où il se distingue par son agressivité et sa qualité de passe. C'est pourtant comme avant-centre qu'il se révèle à partir de 1988, titularisé par Philippe Troussier à la pointe de l'attaque à la suite d'une cascade de blessures. Bagarreur, rapide, et agile avec ses pieds, il justifie la confiance de son entraîneur. Au sortir d'une saison où il marque quatorze buts et contribue grandement à la remontée en D2, il suscite les convoitises à l'été 1989. De nombreux clubs sont sur les rangs et il choisit l'AS Monaco, dirigée par Arsène Wenger, qui lui fait signer un contrat stagiaire.

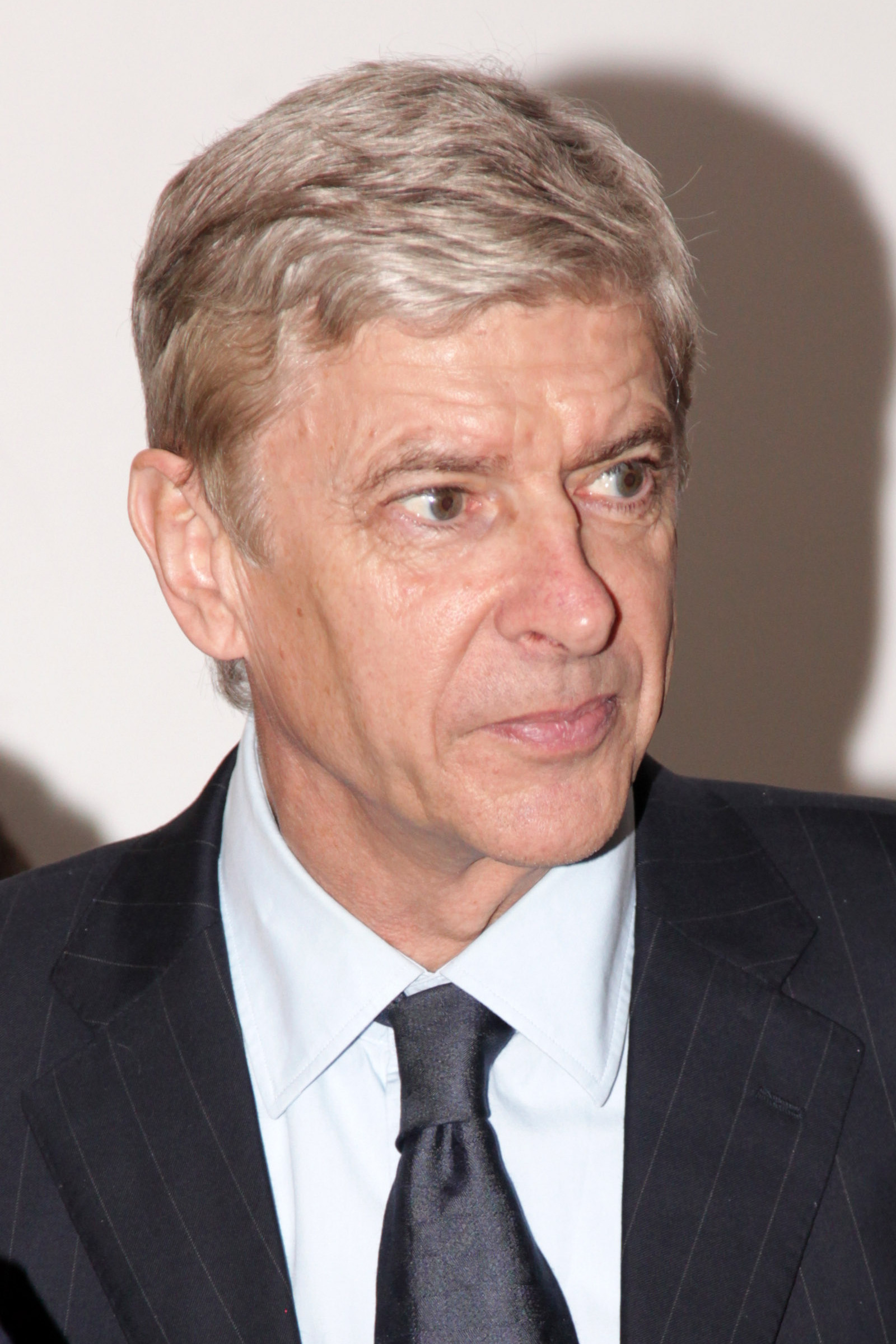
Arsène Wenger lance Benjamin Clément en D1.

Deux fois vice-champion de France avec l'ASM en 1991 et 1992, il participe à la Coupe de l'UEFA et à la Coupe des coupes, ses meilleurs souvenirs. Il dispute la finale de la Coupe des coupes le 6 mai 1992, au lendemain de la catastrophe de Furiani. L'esprit ailleurs, les Monégasques s'inclinent 2 à 0 face au Werder Brême, dans une finale sans âme,.
Soumis à une forte concurrence, il quitte Monaco à 25 ans pour rejoindre le FC Sochaux, où il passera trois saisons en D1. Titulaire dès son arrivée, il conquiert les supporters par sa hargne et sa détermination, mais joue moins lors des deux saisons suivantes. Véritable avant-centre à l'origine, on lui demande de jouer défenseur latéral droit, ce qui n'est pas sans expliquer sa baisse de motivation. Le FC Sochaux-Montbéliard est relégué à l'issue de la saison 1994-1995.
En fin de contrat en juin 1995, il signe un contrat de trois saisons au Stade lavallois en D2. Il y retrouve entrain et réussite, sous la houlette de Denis Troch, qui le maintient au poste de latéral droit. En 1997 les Tango atteignent la demi-finale de la Coupe de France, après avoir éliminé l'AS Monaco des futurs champions du monde Barthez, Petit et Henry, dans un match au cours duquel Benjamin Clément musèle parfaitement son adversaire Sonny Anderson, meilleur buteur de D1 en titre. « Ils en ont voulu plus que nous, ils ont gagné, c'est normal », reconnaissait Thierry Henry à la sortie du vestiaire lavallois.
Après un bref passage par Sanremo en Serie C2 italienne de janvier à juin 1999, il s'entraîne avec l'UNFP pendant l'été et fait son retour au Red Star en septembre 1999. Il participe au beau parcours du club en Coupe de France et à l'épopée audonienne en Coupe de la Ligue.
Non prolongé en mai 2000, il participe à Clairefontaine au stage estival de l'UNFP destiné aux joueurs sans contrat, avant de mettre un terme à sa carrière de joueur.
Au total il a joué 120 matchs en Division 1, inscrivant neuf buts, et 93 matchs en Division 2, marquant trois buts.

### Reconversion

#### Immobilier
Il est agent immobilier à Menton.

#### Surf
Sa passion du surf l'amène à découvrir le stand up paddle, sport nautique où le pratiquant se tient debout sur une longue planche de surf, se propulsant à l'aide d'une pagaie. En 2009, après six mois de préparation, il réussit son pari de traverser la Méditerranée en stand up paddle, entre Menton et Algajola dans le nord de la Corse, soit 200 km,.
Il est également président d'une association de stand up paddle à Roquebrune-Cap-Martin, qui organise la Riviera SUP Race, étape de la coupe de France de SUP.

#### Entraîneur de football
De 2015 à 2019 il est entraîneur des U15, puis U17 et U18 féminines de l'Étoile de Menton, dont il crée le pôle féminin,,. Il parvient à les faire accéder à l'échelon régional en 2018 et devient l'entraîneur de l'équipe seniors féminine en 2019. Il entraîne également l'équipe senior masculine en 2016.

## Carrière
- 1974-1979 :  Paris université club
- 1979-1985 : arrêt
- 1985-1986 :  ASM 13
- 1986-1989 :  Red Star 93
- 1989-1992 :  AS Monaco
- 1992-1995 :  FC Sochaux
- 1995-1998 :  Stade lavallois
- 1999 :  Sanremese
- 1999-2000 :  Red Star 93

## Palmarès
- Finaliste de la Coupe des Coupes en 1992 avec l'AS Monaco
- Vice-champion de France en 1991 et 1992 avec l'AS Monaco